# Vermicella vermiformis
Espèce
Vermicella vermiformis est une espèce de serpents de la famille des Elapidae.

## Répartition
Cette espèce est endémique du Territoire du Nord en Australie.

## Étymologie
Son nom d'espèce, du latin vermis, « ver », et du latin formis, « forme », lui a été donné en référence à son corps long et fin et à son comportement fouisseur.

## Publication originale
- Keogh & Smith, 1996 : Taxonomy and natural history of the Australian bandy-bandy snakes (Elapidae: Vermicella) with a description of two new species. Journal of Zoology, vol. 240, p. 677-701 (texte intégral).